# Табакокурение в России
Табакокурение в России — важная социальная проблема, которая сильно угрожает здоровью населения и влечёт экономические потери для государства. Вредное пристрастие к табаку характеризуется наркотической природой и вызывает привычку, что усложняет отказ от табачной продукции для потребителя.
Данные о количестве курильщиков в стране разнятся в зависимости от методологии исследований. «Глобальный опрос взрослого населения о потреблении табака» (GATS) проходил в России в 2016 году. По числу взрослых курильщиков страна заняла третье место в Европейском регионе после Черногории и Греции. Постоянно потребляло табак в районе 30 % взрослого населения России (36,4 миллиона). В 2018 году Всемирная организация здравоохранения (ВОЗ) сообщала о распространённости курения среди людей старше 15 лет на уровне 28,3 % (40,9 % для мужчин, 15,7 % для женщин). В 2019 году Росстат провёл выборочную оценку поведенческих факторов населения. Почти четверть россиян в возрасте старше 15 лет постоянно потребляла табак (24,2 %), незначительно отличалось число ежедневных курильщиков — 22,5 %.
Распространение табака в России началось в XVI веке, благодаря установившимся торговым отношениям с Англией. Среди привозных товаров был и табак, который русские выменивали на местные товары. Взошедший на престол в 1613 году Михаил Фёдорович наложил запрет на курение табака. Основными причинами этому стали безнравственность и пожароопасность курения, его относили к одному из смертных грехов, а табак называли «проклятым дьявольским зельем». Пётр I официально легализовал курение, и в течение XVIII—XIX веков оно стало социальной нормой. В этот период запреты на него были связаны только с высокой пожароопасностью. Официальное отношение к табаку как к вредному для здоровья фактору установилось только во второй половине XX века.
В 2008 году Россия присоединилась к Рамочной концепции ВОЗ, был создан Национальный координационный совет по контролю потребления табака при Министерстве здравоохранения. В последующие годы правительство проводило антитабачную политику, включавшую запреты на рекламу и курение в общественных местах, пропаганду здорового образа жизни, рост акцизов на табачную продукцию и другое. Действующая в России «Концепция осуществления государственной политики противодействия потреблению табака на 2017—2022 годы» предполагает снижение числа курильщиков до 25 %. Но доклад ВОЗ о тенденциях в области потребления табака в Европе за 2019 год прогнозировал, что к 2025-му в России этот показатель для мужчин составит примерно до 53 % и 13 % для женщин. По информации Росстата, число курящих в России в 2024 году составило 25,5%, среди которых 40% выкуривали около одной пачки сигарет в день. При этом глава Минздрава РФ в апреле 2025 года называл существенно меньший показатель — 18,6%, объясняя его мерами борьбы с зависимостью от табака.

## История

### XVI—XIX века

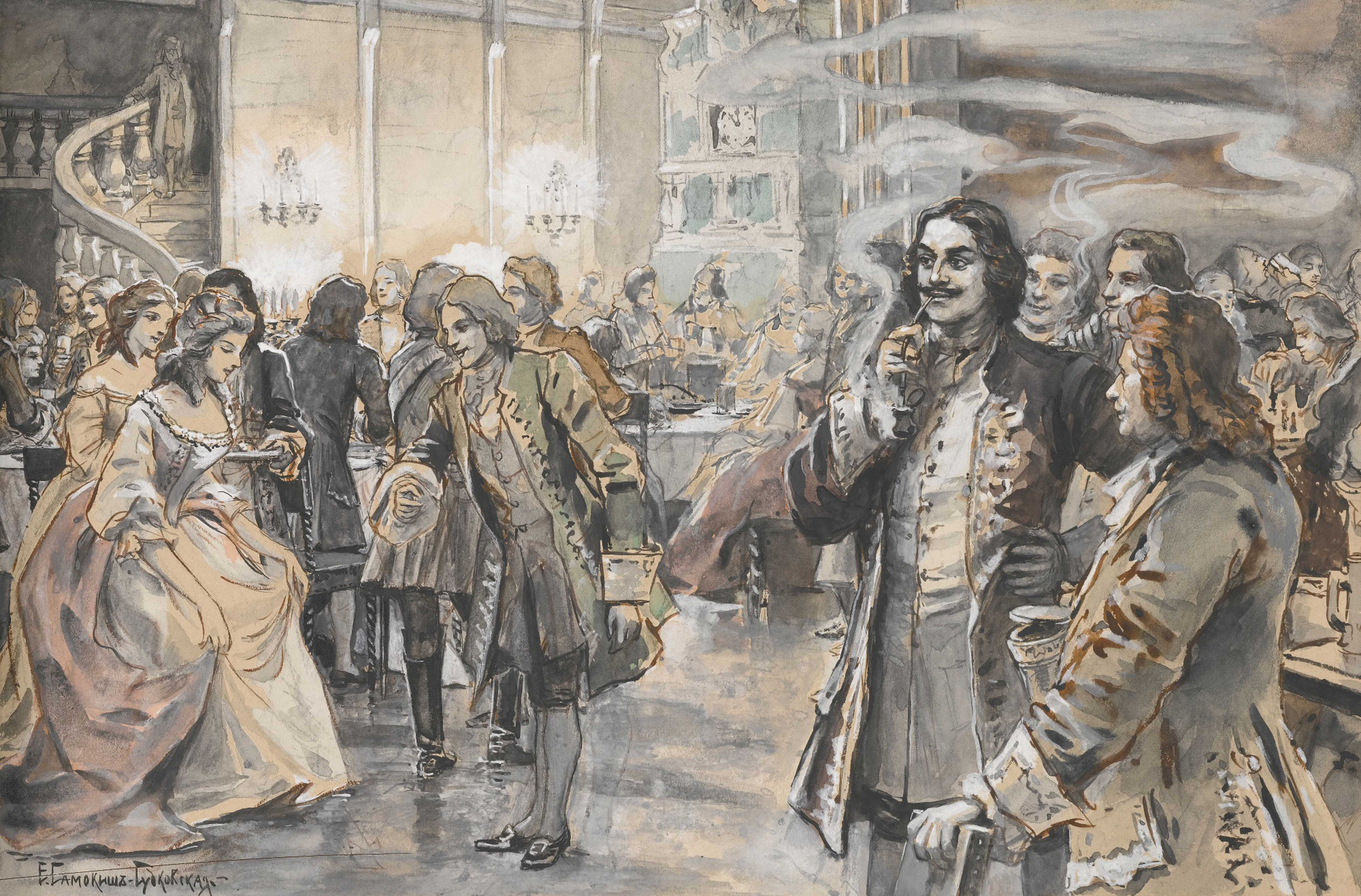
Е. П. Самокиш-Судковская. Ассамблея при Петре I

Первые упоминания о табакокурении в России относятся к XVI веку. Его строго запрещали ещё в противопожарных указах Ивана III от 1504 года. Но большинство историков приписывает становление культуры потребления табака к правлению Ивана Грозного. 24 августа 1553 года английский мореплаватель Ричард Ченслор пристал к берегам России, спасаясь от бури в Белом море. Установившиеся дипломатические отношения способствовали развитию торгового морского пути. Среди привозных товаров был и табак, который русские выменивали на местные товары. Популярность получили не только курительный и нюхательный табаки, но и так называемая настойка на табаке. В русском языке закрепилось словосочетание «пить табак». Распространению табака помешал взошедший на престол в 1613 году Михаил Фёдорович. Новый царь считал табак «разорительным зельем», так как «пьют тот табак вместо вина, и пропиваются пуще вина». Он приказал за курение и выращивание травы ссылать в Сибирь, сечь плетью и вырывать ноздри. А в 1632 году — наложил вето на ввоз табака из-за границы. Русская православная церковь поддерживала государя, объявив табак «бесовским и богомерзким зельем». Запретительные меры только усилились после Московского пожара 1634 года, так как его виновниками горожане посчитали курильщиков. По некоторым данным, в том же году табак был проклят патриархом.
Отношение к табаку как признаку развращённости нравов зафиксировано в ряде литературных памятников допетровской Руси. Одним из наиболее известных является некая книга «Пандок», где происхождение и распространение табака приписывают «наущениям» дьявола, по указанию которого траву обнаружили подданные эллинского царя Анепсия. Другая книга «Мир с богом», датированная XVII веком, приписывала курение табака к смертным грехам. В разных источниках того периода табак называли «зелием табачища» или «проклятым дьявольским зельем».
Царь Алексей Михайлович продолжил запретительную табачную политику своего отца Михаила Фёдоровича. В 1649 году Соборное уложение категорически запретило как само курение, так и распространение табака: 

Которые стрельцы и гуляющие всякие люди, с табаком будут в приводе дважды или трижды, и тех людей пытать и не одинова, бить кнутом на козле или по торгом за многие приводы у таких людей пороти ноздри и носы резати. А после пыток и наказанья ссылать в дальние городы, чтоб, на то смотря, иным неповадно было делать.
 Вопреки запретам в первой половине XVII века курение табака уже было довольно распространено. Этому способствовали плохая работа таможни и коррумпированность надзиравших чиновников. Основные каналы поставки пролегали через Архангельск, Астрахань, литовская граница. Поступавший через Русский Север табак называли «никоцианом», с территории Речи Посполитой — черкесским табаком. Во время освоения Сибири русские обнаружили у местных племён табак, который тем, предположительно, завезли китайцы. На остальных территориях России китайский табак под названием «шар» известен с начала XVIII века. Транспортировали товар в бумажной или берестяной упаковках. Когда в 1654-м к Московскому царству присоединилась территория Левобережной Малороссии, началось распространение табака «тютюн».
Когда в 1680 году царь Фёдор Алексеевич женился на дочери шляхтича польского происхождения Агафьи Грушецкой, при дворе распространилась европейская привычка курить табак. Но официально легализовал курение только Пётр I в 1697 году. Царь пристрастился к табаку во время Великого посольства и заключил эксклюзивный семилетний договор на поставку табака в Россию с маркизом Кармартена Томасом Осборном. Вернувшись на родину, Пётр I распространил культуру потребления табака как часть европейского образа жизни. Способствовали этому «увещания к российской пастве» патриарха Адриана, поддержавшие нововведения государя. В 1705 году в России была учреждена «казённая табачная продажа по примеру питейной». Но уже через девять лет государственную монополию заменили более выгодной откупной системой. Одновременно открылись первые табачные фабрики — в Санкт-Петербурге и Ахтырке. Потребление табака постепенно становилось повседневной нормой, хотя в Москве ещё долго запрещали курить из-за высокого риска возникновения пожара, а запреты на курение для отдельных категорий граждан существовали вплоть до правления Екатерины II.
Пётр II разрешил свободную продажу табака, который из России вывозили в Финляндию, Эстляндию, Лифляндию, Норвегию, Персию и Монголию. Через восемь лет после восшествия на престол в 1741-м, Елизавета Петровна вернула откуп на табачную продукцию. Она попеременно разрешала эксклюзивную торговлю неким купцам Матвееву и Горбулеву, а также графу Ивану Шувалову. За право распространять товар каждый выплачивал от 42 до 70 тысяч рублей. Свободную торговлю табаком вернули только при Екатерине II в 1762 году, хотя вывозной товар продолжали облагать пошлиной — по 20 копеек с пуда.
Пётр III и Екатерина II активно курили и нюхали табак, что способствовало распространению моды на него. Императрице даже приписывают изобретение прообраза сигарного банта: слуги обматывали конец сигары шёлковой лентой, чтобы Екатерина не испачкала пальцы. Курение стало признаком высокого положения в обществе и атрибутом этикета. Не уменьшало популярность курения даже пожароопасность и высокая стоимость. Например, причиной одного из самых сильных пожаров в Санкт-Петербурге, повредившего Гостиный двор и дома вдоль Мойки в 1736 году, стало неаккуратное обращение с трубкой слуг персидского посла Ахмед-хана. К 1770-м годам пуд табака (чуть более 16 кг) стоил 7 рублей, тогда как корову можно было купить за 3 рубля.
Началом развития табачной промышленности в России считают 1763 год, когда статскому советнику Григорию Теплову поручили следить за посевом американского табака в Малороссии. Учреждённая им в Ромнах контора надзирала за промыслом и раз в два года бесплатно распространяла семена и инструкции по разведению среди помещиков. По инициативе Теплова, правительство установило премии за разведение табака в хозяйствах. Способствовал становлению промышленности и закон 1764 года, позволявший владельцам новоустроенных табачных заводов беспошлинно торговать в течение десяти лет. Но хорошего российского табака было всё ещё недостаточно, поэтому одновременно процветала торговля китайским и бразильским табаками. К началу XIX века плантации американского табака располагались около Семипалатинска, Нерчинска, Иркутска, Бийска, по Верхнему Иртышу, а цены резко упали до 1,25 рублей за пуд.
В первой половине XIX века в обществе укрепилось мнение, что курить не только модно, но и полезно. Постепенно курительный табак стал уступать по популярности нюхательному, что усугубило пожарную обстановку крупных городов. Через два года полицейское управление запретило курение «на улицах и площадях, а также в конюшнях, сеновалах, на чердаках и тому подобных опасных местах». В целом законодательство времён Николая I, первого из императоров не одобрявшего табакокурение, стремилось ограничить распространение табака: запретило курение в общественных местах, ввело в правовой оборот понятие акциза и, частично, определило её размеры.
По восшествию на престол Александра II курение на улицах снова легализовали. По императорскому указу, была дозволена продажа трубочного табака, папирос и сигар в питейных заведениях, овощных лавках и кондитерских. Популярность стали набирать привозные с Кубы и Филиппин сигары, а также папиросы, впервые упомянутые в бумагах Министерства финансов в 1844 году. В целом общество снисходительно относилось к табаку, считая его невинной и безвредной забавой. О буме производства можно косвенно судить по росту числа табачных фабрик: только в Санкт-Петербурге с 1812 года по 1836 год количество табачных заводов выросло с 6 до 122. Постепенно курение распространилось среди женщин разных слоёв населения. Так, на волне женского движения 1860-х годов интенсивно начали курить студентки и домработницы.

### XX—XXI века

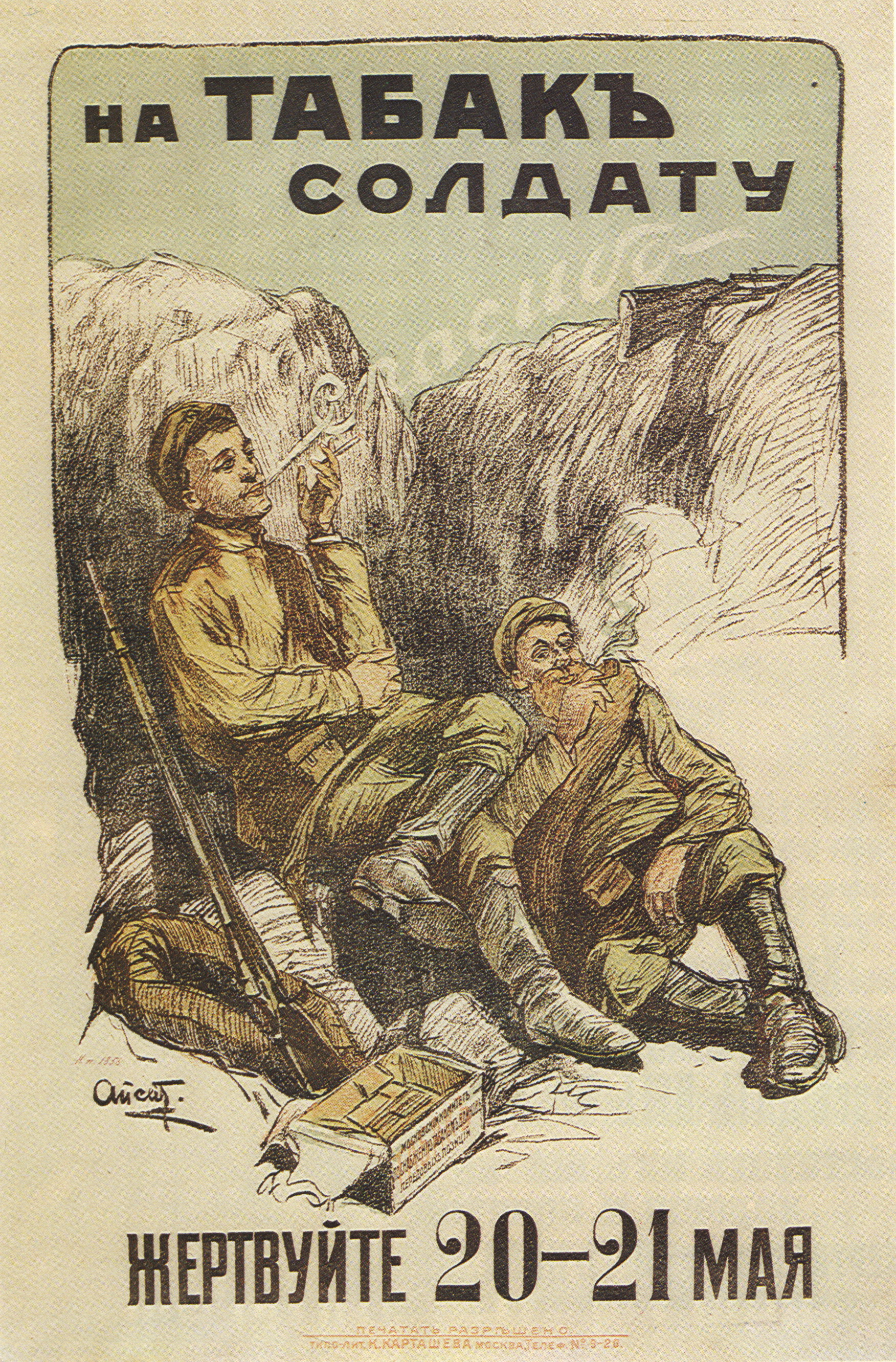
Плакат времён Первой мировой войны

Хотя в первой четверти XX века курение считалось модным в кругах интеллигенции, некоторые её представители выступали против сигарет. Одним из них стал некогда заядлый курильщик Владимир Маяковский, который в 1929 году опубликовал стихотворение «Я — счастлив!» со следующими строками: «Я сегодня дышу, как слон, походка моя легка, и ночь пронеслась, как чудесный сон, без единого кашля и плевка». За антитабачные меры агитировали и отдельные политические деятели. Например, в 1920-м Наркомздрав Николай Семашко убедил военное руководство страны прекратить раздачу табака служащим. Вред курения стал одной из тем пропаганды здорового образа жизни во время антиалкогольной кампании 1929—1930-х годов. Тем не менее пристрастие Иосифа Сталина к табаку и неблагоприятная социально-экономическая обстановка в стране способствовали развитию вредных привычек у населения.
В разные годы дефицитный табак становился предметом спекуляций и бартерных обменов. К 1918 году в стране действовало только 11 табачных фабрик, из них 5 — в Петрограде. Чтобы остановить перекупку папирос и рост цен, в 1921 году народный комиссар Феликс Дзержинский учредил товарищество «Ларёк». Но удовлетворить спрос удалось только в 1920-е годы благодаря оживлению частного предпринимательства. В 1926-м продукции хватало, чтобы возобновить экспорт в Финляндию. После завершения периода НЭПа наладить работу крупных табаководческих хозяйств на юге СССР смогли только в 1930-х годах. Так, в 1933-м под разные табачные культуры было отдано более 200 тысяч гектаров посевных земель. Чтобы контролировать заготовку и переработку сырья, годом ранее был основан Всесоюзный трест «Союзтабаксырьё». Но значительные площади не способствовали улучшению урожайности и качества продукции. Ситуация ухудшилась во время Второй мировой войны, когда для обеспечения спроса производители смешивали табак с высушенными кленовыми листьями и другими примесями. В блокадном Ленинграде сигареты стали своеобразной валютой, их часто выменивали на хлеб как противоцинготное средство.
Официальное отношение к табакокурению как к вредной для здоровья привычке установилось только во второй половине XX века. В 1985 году в Онкологическом научном центре совместно с Международным агентством по изучению рака была проведена первая научная конференция о вреде сигарет для организма. Учёные заявили о необходимости ограничительных мер, которые были приняты через три года. Они закрепили максимально допустимое содержание смол (19 мг) и никотина (1,5 мг) на одну сигарету.
В 1986 году Министерство здравоохранения СССР официально отнесло курение к факторам риска для здоровья. И постепенно в обществе распространилось мнение о вреде как активного, так и пассивного курения. Но Россия оставалась одной из наиболее курящих стран в мире. Так, в середине 1980-х годов Общенациональный обзор здоровья фиксировал распространённость курения табака среди мужчин на уровне 46-48 %. Это было связано с крайне низкими акцизами, легкодоступностью сигарет, отсутствием запретов на рекламу и курение в общественных местах. В российском обществе представления о курении как о признаке популярности и успешности встречались чаще, чем в странах Европы. Социально-экономическая нестабильность на рубеже веков также способствовала развитию вредной привычки у населения. Только за 2000—2001 годы доля курильщиков выросла на два процента, достигнув 41,6 % от всего населения страны. При этом количество выкуриваемых в среднем сигарет возросло на 10 %.
Рост популярности табака и деятельность активистов стимулировали антитабачную правительственную кампанию. Уже в 2001-м был принят Федеральный закон «Об ограничении курения табака». Тем не менее активность табачных компаний способствовала дальнейшему распространению вредной привычки. В конце десятилетия существенно усилилась национальная политика по сдерживанию табачной эпидемии. В 2008 году Россия присоединилась к Рамочной концепции ВОЗ. Договор предусматривает ответ на глобализацию табачной эпидемии в виде международных ограничений к реализации, стоимости и маркировке табачной продукци. В рамках осуществления обязательств в России был создан Национальный координационный совет по контролю потребления табака при Министерстве здравоохранения. Он разработал «Концепцию государственного противодействия потреблению табака на 2010—2015 годы». Документ предусматривал запреты на рекламу и курение в общественных местах, пропаганду здорового образа жизни, рост акцизов на табачную продукцию. Меры привели к заметному снижению распространённости курения среди взрослых: в 2009—2016 годах показатель сократился с 39 % до 30,9 %. Позднее государственная политика и снижение реальных доходов населения способствовали снижению экономической доступности сигарет.
К 2020 году курило около 30 миллионов россиян. Так как негативные последствия вредной привычки носят накопительный характер и проявляются не сразу, курение оставалось серьёзной социальной проблемой. Решить её призвана учреждённая правительством России антитабачная концепция на 2020—2035 годы. Она распространялась не только на сигареты и кальяны, но и электронные устройства для потребления табака. Предположительно, программа поможет снизить число никотинозависимых граждан до 21 %. Этому содействовало информирование и мотивирование населения, программы по укреплению здоровья, совершенствование правовой базы и требований к упаковке, ужесточение ценовой политики и другое. Так, в сентябре 2020-го были приняты поправки о повышении табачных акцизов на 20 %, его ставка на сигареты составила 2359 рублей за тысячу штук, на электронные сигареты — 60 рублей за штуку, на разные виды табака — 3806 рублей за килограмм.

## Табачная эпидемия

### Развитие эпидемии
Тренды распространения никотиновой зависимости систематизировал в виде описательной модели табачной эпидемии медик Алан Лопес. Исследователи относят начало эпидемии в России к 1900 году. Она развивалась по сценарию традиционному для стран с низким и средним уровнями доходов и включала четыре стадии: на первом этапе эпидемия распространялась в основном среди мужской части населения, затем распространилась на женщин, позднее после некоторого спада среди мужчин следовал похожий тренд среди женщин.
В России эпидемия протекала асинхронно для женщин и мужчин. Начавшись в 1900 году, она развивалась быстрее у мужской части населения. Уже через двадцать лет распространённость курения среди них достигала примерно 15 %, при смертности 3—4 %. Последующие тридцать лет наблюдался быстрый рост числа курящих мужчин. Пик пришёлся на 1950-х годы, когда курило более половины всего мужского населения страны. Третья стадия характеризовалась снижением числа курящих, но продолжавшимся инертным ростом смертности. Для мужчин она достигла пика в 1985 году — около четверти от общего показателя смертности в стране. Последующие годы наблюдалось стабильное снижение двух показателей. Хотя из-за медленного течения тренда отдельные исследователи высказывают предположение о стадии стабилизации, которая может перейти как к росту, так и к снижению в зависимости от успеха табачных маркетинговых кампаний или антитабачной политики.
У женщин вторая стадия эпидемии продлилась дольше, что было связано с негативным отношением к женскому курению в обществе. Если в 1920-х годах среди них курило менее 3 %, то к 1960-м годам уже примерно каждая пятая. Данные о смертности в этот период либо отсутствуют, либо статистически незначительны. Пик смертности пришёлся на 2010-е года (примерно 2 из 10 смертей у женщин), когда эпидемия перешла в четвёртую стадию с ниспадающими трендами. Но в целом, к 2019 году в оценке эпидемии среди женщин сохранялся фактор неопределённости: существовал риск повторения сценария второй стадии, предполагающей рост показателя распространённости, значительные потери в здоровье и трудоспособности.
Связанные с курением заболевания развиваются после нескольких десятилетий потребления табака. Поэтому рост смертности наблюдается примерно через 20—30 лет после роста числа курильщиков. Уже в начале XXI века в странах бывшего СССР бо́льшая часть курильщиков выбывала из-за смерти, а не благодаря прекращению курения. К 2020 году около 22 % смертей в России было связано с курением. Предположительно, принятые антитабачные меры помогут сократить эту долю до 13 % к 2035 году.

### Социально-географические особенности
Точные показатели распространённости курения в разных регионах страны неизвестны. На 2013 год фиксировался рост числа курильщиков-мужчин в направлении с севера на юг и с запада на восток, женщин-курильщиков — с юга на север и с запада на восток. Чаще всего курили жительницы Санкт-Петербурга, Кемеровской и Томской областях (от 18 % до 21 % опрошенных). Минимальный показатель в Северной Осетии, где о привычке сообщило чуть более 4 % женщин. Среди мужчин больше всего курильщиков (от 45 %) зафиксировано в Кемеровской области, Северной Осетии и Волгограде.
По итогам 2017—2019 годов от алкогольной и никотиновой зависимости страдали больше всего жители Магаданской, Амурской и Сахалинской областей, Хакасии и Бурятии. В 2020-м лидерами по числу курящих стали Чукотский автономный округ, Еврейская автономная область, Сахалинская область, Приморский и Камчатский края. Заключали рейтинг южные регионы, где низкая распространённость курения связана с устоявшимися социальными нормами о неприемлемости женского курения.
На решение бросить или начать курить влияет ряд факторов: место проживания, возраст и пол, семейный статус и количество человек в семье, уровень образования, профессия и финансовое положение, оценка здоровья и физическая активность. Например, чем больше членов семьи, тем меньше риск начать курить для родителей (что в первую очередь относится к семьям с несколькими детьми). Легче отказываются от вредной привычки состоящие в браке курильщики, выпускники вузов и уверенные в своих силах люди. С бо́льшими трудностями сталкиваются лица с повышенным чувством вины, астеноневротическим типом реагирования, социальной пассивностью, медленной адаптацией, низкой толерантностью к психическим и физическим нагрузкам.
Табачная эпидемия в России отличается рядом особенностей. Так, зачастую в стране уровень образования не определяет уровень благосостояния. Популяционные исследования 1994—2013 годов не выявили зависимость между этим показателем и числом никотинозависимых. Частота курения среди мужчин линейно возрастала с увеличением их доходов, наиболее обеспеченные женщины чаще остальных заявляли о никотиновой зависимости.

## Статистика

### Производство и потребление
Судить о росте табачного рынка в Российской империи можно по объёмам импорта и производства внутри страны. Например, герцог Томас Осборн обязался Петру I поставить 1,5 миллиона фунтов табака в первый год, во второй и третий — 2,5 и 3 (от 37,5 до 75 тысяч пудов). К 1840-м годам одна только фабрика санкт-петербургского промышленника К. И. Глазунова производила сигар, курительного и нюхательного табака до 4,5 тысяч пудов в год. А всего в 1842-м в городе действовало 26 фабрик, которые произвели более 50 тысяч пудов разного табака и до 500 тысяч сигар. В 1861 году количество предприятий выросло до 48, а объёмы производства — до 99,5 миллиона сигар, 168 тысяч папирос и 48 тысяч пудов табака. В 1887 году на фабриках города полностью отказались от выпуска менее популярного нюхательного табака, но производство курительного возросло почти вдвое в сравнении с показателями двадцатилетней давности — 90,5 тысяч пудов.
В начале XX века в стране ежегодно производили около 24,5 миллиарда сигар и папирос. Более 80 % продукции вырабатывали в Санкт-Петербурге, остальное — в Москве. После Октябрьской революции табачные фабрики национализировали, объёмы их производства сократились. Достичь дореволюционного уровня удалось только в 1926—1928 годах. В последующие годы советской власти периодически возникал дефицит табака. Нехватка папирос резко ощущалась во времена Великой Отечественной войны и в период сворачивания косыгинских реформ. К 1975 году советская табачная промышленность вышла на третье место в мире по производству папирос и сигарет. Но уже к 1990 году в стране снова зафиксировали дефицит табачной продукции.
После перехода к рыночной экономике транснациональные табачные компании инвестировали около 2,7 миллиарда долларов в развёртывание в России собственных мощностей и рекламу. Всего было открыто свыше 75 производств. К 2010 году постоянно работающих предприятий осталось 20, из них восемь производили более 90 % табачной продукции. Все они работали на импортном сырье.
С начала XXI века потребление сигарет росло, несмотря на убыль населения. Только за первые пять лет их производство увеличилось на 15 %, достигнув 406 миллиардов штук в год. Одновременно потребление выросло на 30 % — с 287 до 375 миллиардов штук. Федеральный закон «Об охране здоровья граждан от воздействия окружающего табачного дыма» 2005 года запустил активную антитабачную политику. Потребление и объёмы производства табака уменьшились: к 2014-му они снизились до 319 и 355 миллиардов сигарет соответственно. Около трети произвела компания-лидер рынка Japan Tobaco International (118 миллиардов сигарет). Вслед за JTI шли Philip Morris International (89,5), British American Tobacco (66), Imperial Tobacco Group (38,2), «Донской табак» (30,9).
Тем не менее объёмы производства в России оставались очень высокими по сравнению с другими странами. В 2010 году на каждого жителя России приходилось 2700 сигарет, в то время как на каждого израильтянина — только 1366, на каждого финна — 920. В 2011-м российский рынок табачной продукции оставался третьим в мире после китайского и американского по ёмкости в натуральном выражении. Следующие семь лет наблюдался нестабильный спад производства, которое к 2018 году не превышало 308 миллиардов сигарет. Основной причиной послужило снижение потребительского спроса благодаря усилиям властей и активистов. Но одновременно антитабачная кампания привела к росту контрабандной продукции: в 2019-м каждая седьмая пачка была ввезена в страну нелегально, что было почти в два раза больше чем годом ранее.
Традиционной сырьевой зоной для табачной продукции является Южный федеральный округ, где возделывают табаки сортов «Остролист», «Трапезонд», «Американ», «Дюбек» и «Самсун». К 2017 году на юге производили около 10—17 тысяч тонн табака в год, с лидерами в Чеченской Республике и Краснодарском крае. Кроме того, российские производители импортируют табачное сырьё. Например, в 2014 году его завезли в страну на один миллиард долларов в основном из Бельгии, Бразилии, Индии, Мозамбика, Южной Африки, Греции и США. Производство курительных изделий сконцентрировано в Северо-Западном федеральном округе, а также в Южном и Центральных федеральных округах. К 2017 году в стране действовало 18 основных производителей табачной продукции, суммарный оборот которых в 2018-м превышал 22 миллиарда рублей.

### Демография
Исследования о курении в России могли не отражать реальное положение дел, так как они зачастую не являлись репрезентативными. Опросы обычно не включали бездомных и людей, живущих за чертой бедности, где традиционно распространённость курения наиболее велика. Кроме того, респонденты часто преуменьшают степень собственной никотиновой зависимости, но анализы на уровнь никотина и других маркеров обычно не проводилась.
В 2016 году Всемирная организация здравоохранения провела в России «Глобальный опрос взрослого населения о потреблении табака» (GATS). По доле курильщиков среди взрослого населения страна заняла третье место в Европейском регионе после Черногории и Греции. Постоянно потребляло табак около 30 % взрослого населения страны (36,4 миллиона). По сравнению с результатами 2009 года показатель снизился на 21,5 % (на 16,0 % среди мужчин и на 34,0 % среди женщин). Ежедневно курило более четверти опрошенных (43,1 % мужчин и 11,3 % женщин). Они выкуривали в среднем по 16,3 сигарет в день (мужчины — 17,1 среди, женщины — 13,7). Бросить курить планировало более половины постоянных курильщиков, треть уже пыталась это сделать за последний год.
После принятия «Концепции государственного противодействия потреблению табака на 2010—2015 годы» в России был введён поэтапный запрет на курение в общественных местах. Несмотря на это, в 2016 году значительный процент опрошенных подвергался пассивному курению. В закрытых помещениях и на рабочих местах от него страдал примерно каждый пятый опрошенный (12,7 миллиона), в домашних условиях — почти каждый четвёртый (27,3 миллиона). Респонденты заявляли и о пассивном курении в общественных местах: в барах, ресторанах, ночных клубах, общественном транспорте, государственных учреждениях и офисах, а также медицинских и образовательных учреждениях.
Согласно различным исследованиям, наиболее частый возраст развития никотиновой зависимости — до 18 лет. По опросам начала XXI века население чаще всего приобщалось к табаку до одиннадцати лет. В исследованиях 2007 года основной возраст начала курения составил 12—13 лет. При этом 80 % никотинозависимых выработали привычку до 15 лет, тогда как декадой ранее показатель был вдвое меньше. Выборочные обследования следующего года показали, что более 80 % мужчин и 50 % женщин начали курить до совершеннолетия. По данным GATS за 2016-й, средний возраст начала ежедневного курения составил 17 лет. Он почти не изменился за следующие четыре года — в 2020-м показатель равнялся 17—19 годам. Но потребление никотиносодержащих продуктов оставалось относительно популярным и среди подростков младшего возраста.
В 2018 году ВОЗ сообщала о распространённости курения среди людей старше 15 лет на уровне 28,3 % (40,9 % для мужчин, 15,7 % для женщин). Согласно государственной статистике за тот же период, основную массу курильщиков составляло мужское население: среди них курили 39,5 %, среди женщин — только 7,8 %. За год они вместе выкурили около 300 миллиардов сигарет, что сделало Россию пятой в рейтинге самых курящих стран. По среднему числу ежедневно выкуриваемых сигарет на душу населения, включая младенцев и детей, страна заняла первое место (5,9 сигареты). Наибольшее число курильщиков принадлежало к возрастной группе 35—54 года. Число горожан и сельских жителей с никотиновой зависимостью почти не отличалось (21,9 % против 22,5 % соответственно).
В 2019 году Росстат провёл выборочную оценку поведенческих факторов населения. Почти четверть россиян в возрасте старше 15 лет постоянно потребляла табак (24,2 %), незначительно отличалось число ежедневных курильщиков (22,5 %). Число курящих мужчин и женщин отличалось почти в четыре раза 40 % — против 11 % соответственно.
По опросу, проводимому ВЦИОМ в 2022 году, в России курит треть жителей (33 %). По данным организации, этот показатель в стране не меняется в течение последних 5 лет.
В 2022 году согласно опросу международной страховой компании Madanes 66,7 % жителей России курят сейчас или делали это ранее. Никогда не пробовал курить каждый третий.
Мужчины
Активное развитие табачной промышленности и недостаточное освещение последствий курения для здоровья привели к исторически высокому числу курильщиков среди мужчин. По оценкам Общенационального обзора здоровья, в начале XXI века оно достигало 60—65 %. По другим данным, даже несмотря на постепенное неравномерное снижение показателя за 1993—2013 годы, курило от 59 % до 39 % всего мужского населения страны. Однако опросы разных лет демонстрируют другие данные. По результатам выборочных исследований 2008-го, курило почти две трети мужчин. Проведённое через год исследование GATS зафиксировало распространённость курения среди мужчин на уровне 60 %. К 2016-му Россия лидировала по этому показателю среди стран европейского региона ВОЗ. GATS этого года подтвердил наличие привычки у почти половины мужского населения страны (49,8 %). Хотя наблюдалось устойчивое снижение: от примерно 70 % в 2000 году до прогнозируемых более 53 % к 2025 году. По опросу ВЦИОМ 2022 года, курят 47 % мужчин. 32 % курильщиков отнесли к группе заядлых.
Исторически высокая приверженность к курению свойственна мужчинам всех стран Восточной Европы, что может быть связано с:
- менее строгим запретом на рекламу и курение в общественных местах;
- сравнительной физической и экономической доступностью табачных изделий;
- историко-культурными особенностями.

Женщины
В СССР отношение к женскому курению было крайне негативным, поэтому его уровень оставался низким. В 1990-х годах рост табачной промышленности и активная реклама, ориентированная на подростков и женщин, привели к росту потребления в этих группах. Он также объяснялся ослаблением гендерных норм и «представлений о том, что курение — это исключительно мужское занятие». Однако данные о динамике женской никотиновой зависимости в России разнятся. По одним опросам, за 1993—2013 годы распространённость курения среди женщин увеличилась с 9,1 % до 13,6 %. Параллельно на половину выросло число выкуриваемых ежедневно сигарет: с 8 до 12. В исследованиях 2006 и 2009 годов распространённость курения в женской популяции достигала 25 % и 21,7 % соответственно. Сравнение исследований GATS 2009 и 2016 годов продемонстрировало снижение показателей: число постоянных курильщиц снизилось до 14,5 %, ежедневных — до 11,3 %. Однако доклад ВОЗ об общеевропейских тенденциях не отмечал значимых улучшений в России: в 2000—2019 годах в среднем курило 19—20 % женщин. Хотя ожидалось снижение показателя примерно до 13 % в последующие шесть лет. По опросу ВЦИОМ 2022 года курят 21 % женщин, доля заядлых курильщиц составила 10 %.
Динамика распространённости употребления табака среди взрослого населения РФ
Подростки и молодёжь
К началу XXI века Россия являлась мировым лидером по росту потребления табака среди подростков. Курение в целом было более распространено и приемлемо, чем в странах Европы. Это отражалось на табачной эпидемии среди школьников: они воспринимали привычку как признак популярности и успешности, чаще подвергались воздействию вторичного дыма, получали меньше информации о вреде курения. Эпидемия у них характеризовалась ранним возрастом развития привычки, склонностью к ежедневному курению.
Если в 1986 году число никотинозависимых старшеклассников составляло 20,4 % для мальчиков и 5,4 % для девочек, то в 1999-м эти показатели выросли до 27,5 % и 13,6 % соответственно. Данные Центра мониторинга вредных привычек за 1991—1999 годы зафиксировали ещё более динамичный рост числа курильщиков среди мальчиков старших классов: на 10 % (на 7,5 % для девочек). Для сравнения, за аналогичный период у мужчин этот показатель колебался с разницей около одного процента. В первое десятилетие XXI века приобщение к табаку чаще всего начиналось до одиннадцатилетнего возраста, а в старших классах систематически курило уже 21—24 % школьников. Выборочные исследования этого периода зафиксировали более критическое положение: в 2006-м курило примерно 50 % подростков. К последнему классу школы в 2008 году курило 60 % юношей и почти 40 % девушек, каждый десятый имел никотиновую зависимость в 15 лет. Хотя большинство опрошенных считали, что не будут курить через пять лет, бросить удавалось только четверти из них.
Общие тенденции распространённости курения среди несовершеннолетних в 2001—2014 годах зарегистрировало исследование ВОЗ «Поведение детей школьного возраста в отношении здоровья». До 2006 года в стране наблюдался рост показателя с 14 % до почти 17 %, последовавший промежуток характеризовался спадом до 12 %. Глобальное обследование употребления табака среди несовершеннолетних 2014 года зафиксировало распространённость курения на уровне около 30 % для мальчиков и 24 % для девочек. Подавляющее большинство из них неоднократно пыталось бросить. Почти треть опрошенных попробовали свою первую сигарету до двенадцати лет, но больше всего курящих приходилось на старшие классы (50 % юношей и 40 % девушек). Согласно исследованию 2015 года среди молодёжи студенческого возраста, когда-либо пробовало курить две трети респондентов. Около трети курило на момент опроса, три четверти когда-либо пробовало бросить. В 2015 году ВОЗ провела исследования распространённости табакокурения в 5 городах России и выявила, что в среднем курит 15,1 % детей в возраста 13-15 лет.
Популярность курения среди школьников и студентов сопряжена с рядом социальных факторов. В 2014-м у большинства несовершеннолетних курил один или оба родителя, две трети опрошенных свободно покупали сигареты, не встречая отказа по причине возраста. Мотивацией для отказа от привычки они чаще всего называли стремление сохранить здоровье, сэкономить, порадовать родителей или близких. Так как зависимость у школьников обычно носит психологический характер, исследователи считают программы, ориентированные в основном на факторы устойчивости к нему, наиболее действенными. Успех политики, проводимой в России, подтверждает снижение табакозависимых подростков вдвое в 2009—2018 годах. Но опросы ВЦИОМ и фонда «Общественное мнение» показывали обратную динамику: за 2006—2018 годы число курящих подростков 13—15 лет увеличилось с 12 % до 15 %. Среди студентов от никотиновой зависимости страдало примерно 75 % юношей и до 55 % девушек. В среде молодёжи увеличивается популярность вейпов и электронных сигарет. Молодых людей в них привлекают стильный дизайн, разнообразие ароматизаторов и пример медийных лиц.

## Табачная зависимость
Большинство курильщиков не могут самостоятельно отказаться от вредной привычки из-за вырабатываемой никотиновой зависимости, включающей физический, психологический и социальный аспекты. В целом процент успешно отказавшихся от сигарет традиционно остаётся небольшим. Большинство никотинозависимого населения хочет бросить или уже пыталось это сделать ранее (по опросам разных годов, до 70 % респондентов). Однако, по опросам GATS, в 2009 году только 11,2 % добились в этом успеха. Степень зависимости напрямую связана со стажем и числом выкуриваемых в день сигарет. Российский мониторинг экономики и здоровья населения за 1994—2001 годы показал, что её пик приходился на 29 лет.
Наиболее частый возраст отказа от курения — 25-30 лет. Женщины в зрелом возрасте (от 31 до 50 лет) чаще всего бросают курить после 9- или 25-летнего стажа, мужчины — после 24-летнего. Женщины старше 50 лет чаще всего отказывались от курения после 30- или 45-летнего стажа, пожилые курящие мужчины — после 40-летнего. Решение в большинстве случаев связано с ухудшением здоровья, а также рождением ребёнка.
Количество выкуриваемых в день сигарет зависит от возраста и пола. Пик ежедневного потребления приходится на 46—50 лет, но его значение менялось с годами. Наблюдался привыкающий характер потребления: одноразовое увеличение числа выкуриваемых сигарет, приводило к общему росту потребления. Если в 1994 году оно в среднем составляло 14 сигарет в день, то за семь лет выросло до 15. При этом у женщин показатель увеличился с почти 8 сигарет до 10, а у мужчин — с 15 до 17. За 2003—2013 годы доля интенсивных курильщиков-мужчин выросла более чем в четыре раза, женщин — в три. Так, первый год работы всероссийского Консультативного телефонного центра помощи в отказе от потребления табака показал, что среднее число выкуриваемых сигарет у обратившихся за помощью составляло от 16 до 23 штук в день, средний стаж — более 16 лет. Это соответствовало умеренной и умеренно-сильной степени никотиновой зависимости по тесту Фагерстрома (4,9-5,9 балла). В этом случае комплексная стратегия лечения с применением никотиносодержащей жевательной резинки и когнитивно-поведенческой терапии приводила к длительному воздержанию в 42 % случаев. К 2018 году среднестатистический мужчина выкуривал в день примерно 20 сигарет, а женщина — 15.
Риск развития зависимости возрастает при акцентуации характера, при выраженных ипохондрии, истерии, депрессии и психастении. Повышенная тревожность связана с рецидивами и возврату к вредной привычке в течение первого месяца после отказа. Помощь в отказе от курения должна учитывать психологические особенности человека. По оценкам Минздрава России, активные меры помогут снизить число курильщиков до 25 % к 2022 году.
| Показатель                                |         | <18   | 18—34 | 35—54 | >54   | По всей группе |
| ----------------------------------------- | ------- | ----- | ----- | ----- | ----- | -------------- |
| Среднее число выкуриваемых сигарет в день | Всего   | 16,02 | 21,12 | 24,21 | 23,05 | 22,02          |
| Среднее число выкуриваемых сигарет в день | Мужчины | 17,10 | 23,07 | 26,14 | 25,04 | 23,52          |
| Среднее число выкуриваемых сигарет в день | Женщины | 15,03 | 17,06 | 19,90 | 20,92 | 18,32          |
| Средний стаж курения                      | Всего   | 4,21  | 10,22 | 23,30 | 37,10 | 16,21          |
| Средний стаж курения                      | Мужчины | 4,5   | 11,32 | 24,50 | 40,81 | 16,51          |
| Средний стаж курения                      | Женщины | 3,10  | 9,21  | 21,54 | 31,62 | 15,42          |

## Альтернативные способы курения
Согласно последним опросам GATS 2016 года, подавляющее большинство российских курильщиков выбирало традиционные сигареты, а не электронные. Чуть менее 3 % (3,3 миллиона) курило кальян. Обычно один сеанс занимал в них почти две трети часа, но респонденты делили трубку с друзьями. Сравнимой популярностью пользовались электронные сигареты. Хотя почти 8 из 10 россиян слышали о них, регулярно употребляло только 3,5 % опрошенных. Наибольшей популярностью они пользовались в возрастной группе до 24 лет — 9,7 % молодых людей выбирали электронные сигареты. Бездымный табак использовало только 0,4 % никотинозависимых россиян (0,5 миллиона).
Рост популярности электронных сигарет привлекает внимание исследователей и активистов. Он связан с трендами, вкусовыми добавками и ошибочным мнении о безвредности. Тем не менее устройства вызывают никотиновое привыкание и могут усиливать зависимость. Они не сопровождаются чёткими инструкциями по использованию и сведениями о содержании никотина. В 2014 году на конференции сторон Рамочной конвенции ВОЗ российская делегация предложила полностью запретить «немедицинские электронные средства доставки никотина». Тем не менее ограничения приняты не были, и спрос на них в России продолжал расти. Только за последний квартал 2020 года на сменяемые стики для электронных сигарет он вырос на 34 % по сравнению с аналогичным периодом предыдущего года. Для сравнения, спрос у обычных сигарет составил только 6 %, у никотиновых пластырей снизился на 19 %, лекарственных препаратов и БАДов — на 17 %. Чтобы замедлить распространение электронных сигарет, в 2020—2021 годах был принят и реализован соответствующий федеральный закон. Он официально приравнял электронные сигареты, вейпы и кальяны к табачным изделиям, установили максимально допустимое содержание никотина для электронных устройств (20 мг на 1 мл) и запретили их раскуривание в общественных местах. С января 2021 года под административный штраф за нарушение норм подпадали даже кальянные без кухни и бара, но технически приравненные к заведениям общепита. Вся курительная никотиносодержащая продукция подпадала под запретительные антитабачные меры: была запрещена её реклама, свободная выкладка, продажа через интернет и несовершеннолетним. Ожидалось, что это позволят снизить число связанных с курением заболеваний с 22 % до 13 % к 2035 году. Но в 2022—2023 годах число торгующих электронными сигаретами магазинов наоборот увеличилось почти на треть в городах-миллионниках.

## Вред

### Здоровье населения

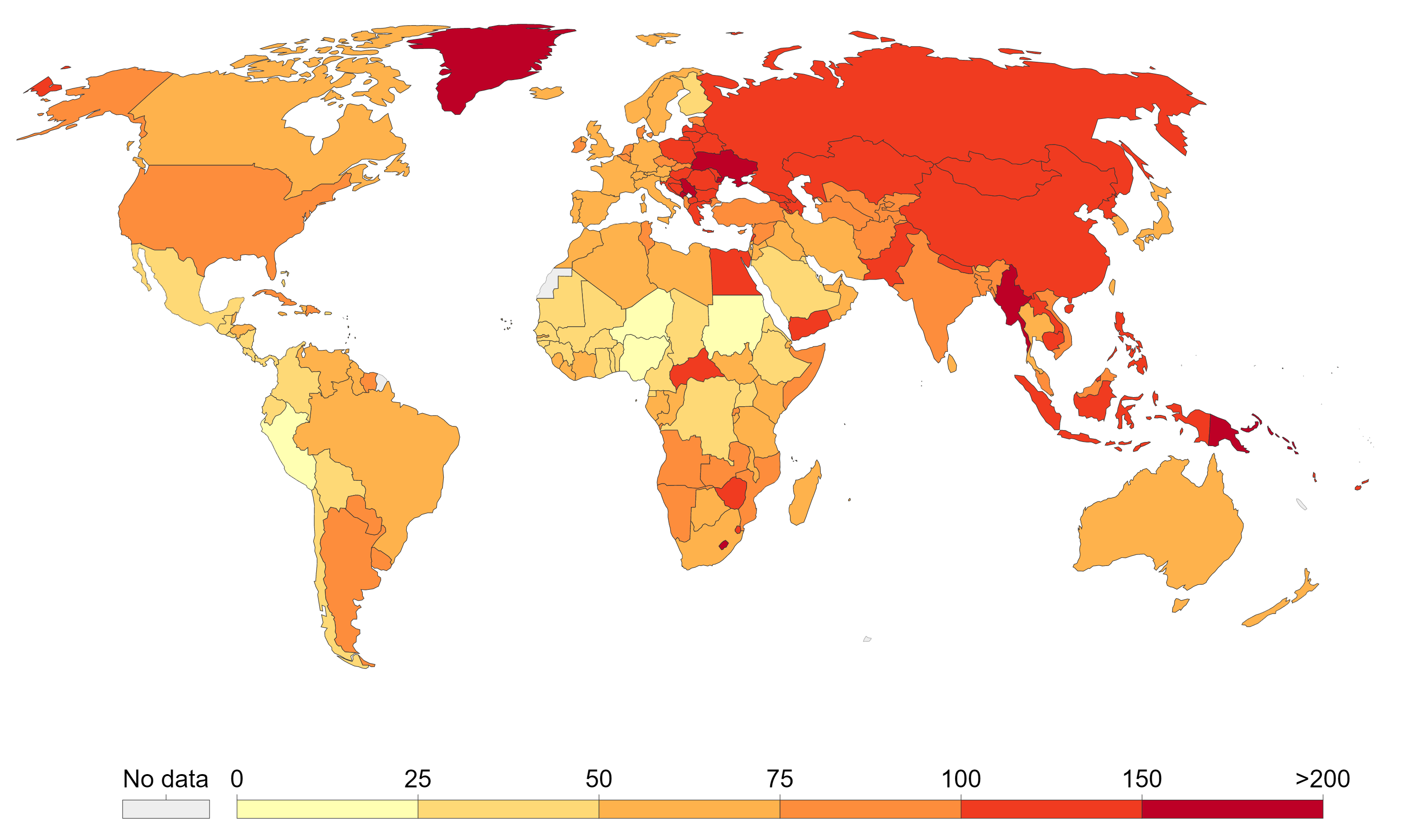
Карта сравнения годового количества смертей от курения на 100 тысяч человек, 2020 год

Курение негативно отражается на физическом здоровье населения и является одной из основных предотвратимых причин преждевременной смерти. Уже к середине XX века эта вредная привычка стала основным поведенческим фактором развития неинфекционных заболеваний (НИЗ). К 2010 году для россиян вероятность умереть от одного из них в возрасте 30—69 лет составляла более 30 %. Среди таких заболеваний: онкологические заболевания, ишемический инсульт, хроническая обструктивная болезнь лёгких, артериальная гипертензия и другое. Например, курильщики составили 16 % больных бронхиальной астмой. Они страдали от более выраженных симптомов болезни и чаще нуждались в неотложной помощи. Курение повышает риск развития ишемического инсульта в 2—4 раза, а своевременный отказ от вредной привычки позволяет снизить его до уровня некурящих в течение 5 лет. Пристрастие к никотину опасно не только развитием НИЗ у курильщиков: оно негативно сказывается и на здоровье потомства. По отдельным данным, к 2010-му 40 % родившихся у курильщиков детей имели отклонения здоровья, а каждая десятая девочка в школьном возрасте — отклонения, которые помешают ей стать матерью.
Всего от разных болезней, связанных с курением табака, в начале 2010-х годов умирало около 300 тысяч человек ежегодно, что сопоставимо с потерями от чрезмерного употребления алкоголя. К 2016-му доля всех НИЗ в структуре смертности российского населения составила 80 %. Причинами преждевременных смертей в первую очередь являлись болезни системы кровообращения, доля которых традиционно составляла больше половины. Кроме того, установлена связь между курением и развитием онкологических и бронхолёгочных заболеваний. В 2015 году среднестатистический мужчина-курильщик терял 9—12 лет жизни от ожидаемой продолжительности жизни (женщина — 5—9 лет). Через пять лет этот показатель увеличился для женщин до 11 лет. В целом в России наблюдалась самая низкая продолжительность здоровой жизни среди европейских стран, что было связано и с курением как с одной из основных групп риска. В 2015—2020 годах число смертей, обусловленных курением, оставалось стабильно высоким: 300—400 тысяч (около 20 % от общего числа умерших).
К 2025 году ВОЗ ожидало снижение вероятности смерти от основных НИЗ среди россиян 30—69 лет примерно до 25 %. Общее число смертей, связанных с курением, могло снизиться на 10 % при уменьшении этого фактора риска на 15 %. Тем не менее по состоянию на 2020 год Россия входила в пятёрку стран-лидеров по количеству смертей, связанных потреблением табака. Курение являлось четвёртым из наиболее опасных факторов риска для россиян и вызывало 15,1 % смертей (по другим данным — порядка 20 %). Пассивное курение — около 2 %.
Во время пандемии COVID-19 2020 года в обществе распространилось мнение, что курение снижает вероятность заражения коронавирусом. В декабре того же года глава Роспотребнадзора Анна Попова официально опровергла эту информацию. Согласно её заявлению, курение, наоборот, приводит к развитию заболеваний, которые могут осложнить течение COVID-19 и ухудшает течение инфекции. Одновременно Минздрав России сообщил, что курение кальянов и вейпов может спровоцировать не только онкологические заболевания, но и туберкулёз.

### Социально-экономический аспект
Курение в России представляет угрозу социально-экономическим основам российского общества.
Табачный бизнес невыгоден для государства, вопреки аргументам табачных лоббистов. Популярность курения влечёт повышение смертности, что уменьшает затраты государства на пенсионные выплаты. Но одновременно оно сопряжено с повышенными расходами на здравоохранение и тушение пожаров. Курение часто становится причиной инвалидности, поэтому замедляет производительность труда и демографический рост. Никотинозависимая часть населения склонна к повышенной заболеваемости, курящие женщины подвергают опасности способность вынашивать здоровое потомство.
Традиция экономического анализа потребления табака в России не устоялась, поэтому исследования в этой области фрагментарны. В 2015 году потери бюджета из-за вредной привычки населения составили более одного триллиона рублей или 6,3 % ВВП. Курильщики вынуждены посещать врачей чаще и расходуют больше средств из фонда ОМС. Учитывая высокую распространённость курения в стране (около 39 %), на увеличенные расходы уходят налоговые выплаты и некурящего населения. Согласно исследованиям ВОЗ 2019 года, повышение цены табачных изделий на 30 % позволит сэкономить в России более двух миллиардов долларов за счёт снижения государственных и частных расходов на медицинскую помощь. В 2020 году годовые затраты системы здравоохранения на курильщиков составили более триллиона рублей.
Акцизные налоги в России традиционно ниже, чем в странах с развитой экономикой. Так, в 2005 году количество налогов на каждую смерть, вызванную курением, составило только 50 тысяч рублей, что было меньше инвестиций государства в образование среднестатистического гражданина. Рост цен на сигареты в России отставал от других потребительских продуктов. Например, за первые шесть лет XXI века хлеб подорожал на 13,9 %, в то время как сигареты — только на 5,8 %. Несмотря на заметный рост акцизов и цен после присоединения России к Рамочной конвенции ВОЗ, они не достигли уровня западноевропейских стран. В 2009-м среднемесячные расходы на сигареты составляли 607 рублей у мужчин и 473,3 рубля у женщин. Через семь лет они выросли до 1818 и 1212 рублей соответственно. В 2019 году акцизный налог составлял 1890 рублей на тысячу сигарет плюс 14,5 % расчётной стоимости. При дальнейшем росте акцизов на 30 % ВОЗ прогнозировала снижение долгосрочных расходов на здравоохранение в России, Украине и Казахстане на 53 миллионов долларов в общем. По состоянию на 2020-й фиксированную часть налога на табак подняли до 1996 рублей за тысячу сигарет, что принесло в бюджет страны около 600 миллиардов рублей (от ожидаемых 20 триллионов поступлений).
Экспорт сигарет не приносит государству значительной выгоды из-за небольших объёмов поставок. Например, в 2008 году на экспорт ушло менее 7 % произведённых в стране сигарет. При этом абсолютное большинство фабрик в России принадлежит иностранным компаниям, которые не создают много рабочих мест. Благодаря автоматизации производства такие гиганты, как Philip Morris и British American Tobacco, обходились в России только 3,5 тысячами работников в 2008 году.
В апреле 2020 года представитель МЧС России Ринат Еникеев назвал непотушенные сигареты одной из основных причин пожаров, количество которых за год достигло 440 тысяч. Непотушенные сигареты стали причиной 45 % возгораний в жилых помещениях. Минимизировать вред от сигарет призван разрабатывавшийся законопроект 2021 года, согласно которому они должны затухать автоматически благодаря специальному кольцу внутри.

## Стратегии борьбы
Табак единственный легально допустимый продукт, который при прямом применении даже в малых дозах негативно влияет на здоровье потребителей и влечёт смерть половины из них. Другое уникальное свойство товара — он вредит не только курильщику, но и окружающим. Чтобы сократить вред от распространения привычки, власти проводят комплексную антитабачную политику. Она включает: полный запрет на курение во всех общественных местах; повышение налога на табачные изделия на поэтапной основе; запрет всех форм рекламы, продвижения и спонсорства табака; антитабачные кампании в СМИ; размещение графических предупреждений о вреде для здоровья на пачках сигарет; запрет на продажу снюса и жевательного табака; пропаганду здорового образа жизни и помощь желающим бросить курить; запрет на продажу табачных изделий лицам моложе 18 лет.
Опросы разных лет показали, что население положительно относится к антитабачным мерам. Например, в 2007 году 86 % считало, что антитабачные меры в России недостаточны. Исследования, проведённые перед внедрением полного запрета на рекламу табака в 2013-м, показали, что меру поддерживают 7 из 10 курильщиков. В 2013 году исследование «Влияние политик в области борьбы против табака на распространённость курения и смертность, обусловленную курением в Российской Федерации в долгосрочной перспективе» исследовано влияние политики контроля над табаком на распространённость курения и преждевременную смертность в России. Оценка была произведена с помощью модели SimSmoke, учитывающей направления государственной политики и исторические социально-экономические показатели. Согласно полученным данным, без эффективных антитабачных мер распространённость курения в России будет оставаться стабильно высокой у мужчин и увеличиваться у женщин. Смертность, вызванная курением, также будет иметь тенденцию к дальнейшему увеличению. Повышение акцизов на табак до 70 % от розничной цены, реализация запрета на курение в общественных местах, активные разъяснительные кампании в СМИ, комплексная помощь в отказе от курения должны были снизить распространённость курения как минимум на 30 % к 2020 году и на 50 % к 2055 году.
Принятая в 2019 году «Концепция осуществления государственной политики противодействия потреблению табака до 2035 года» предусматривает дальнейшее ужесточение антитабачной политики, включающие пропаганду здорового образа жизни, повышение налогов и другое. Министерство здравоохранения России и аналитики предполагали, что благодаря мерам к 2035 году доля курильщиков среди взрослого населения составит 21 %, число связанных с курением заболеваний — 13 %.